# Кузнецов, Пётр Иванович (Герой Советского Союза)
Пётр Иванович Кузнецов (1925—1981) — гвардии младший сержант Рабоче-крестьянской Красной Армии, участник Великой Отечественной войны, Герой Советского Союза (1944).

## Биография
Родился 30 января 1925 года в деревне Зелёный Лужок (ныне — посёлок в Суворовском районе Тульской области). После окончания семи классов школы работал в колхозе. В 1943 году был призван на службу в Рабоче-крестьянскую Красную Армию. С октября того же года — на фронтах Великой Отечественной войны.
К октябрю 1943 года гвардии младший сержант Пётр Кузнецов командовал отделением 2-го гвардейского воздушно-десантного полка 3-й гвардейской воздушно-десантной дивизии 60-й армии Воронежского фронта. Отличился во время битвы за Днепр. 6 октября 1943 года в районе села Губин Чернобыльского района Киевской области Украинской ССР Кузнецов, участвуя в бою, лично уничтожил несколько вражеских солдат. Захватив немецкий пулемёт, он вёл из него огонь, уничтожив несколько десятков солдат и офицеров противника. В одном из последующих боёв получил ранение и был уволен из рядов Вооружённых Сил.
Указом Президиума Верховного Совета СССР «О присвоении звания Героя Советского Союза генералам, офицерскому, сержантскому и рядовому составу Красной Армии» от 10 января 1944 года за «образцовое выполнение боевых заданий командования на фронте борьбы с немецко-фашистскими захватчиками и проявленные при этом отвагу и геройство» был удостоен высокого звания Героя Советского Союза с вручением ордена Ленина и медали «Золотая Звезда».
Проживал в Калуге. Скончался 14 мая 1981 года.

Мемориальная табличка на Чекалинской школе с именем П. И. Кузнецова.

Был также награждён рядом медалей.